# Erzsébet Schmuck
Dans le nom hongrois Schmuck Erzsébet, le nom de famille précède le prénom, mais cet article utilise l’ordre habituel en français Erzsébet Schmuck, où le prénom précède le nom.
Pour les articles homonymes, voir Schmuck.
Erzsébet Schmuck, née le 19 février 1954 à Nagykáta, est une personnalité politique hongroise, députée à l'Assemblée hongroise, membre du groupe LMP.